# Kylian Kaïboué
Kylian Kaïboué, né le 20 août 1998 à Firminy (France), est un footballeur franco-algérien jouant au poste de défenseur central au Amiens SC.

## Biographie

### En club

#### Montpellier HSC (2018-2021)
Kylian Kaïboué rejoint le Montpellier HSC à l'âge de 7 ans. Il gravit les échelons au sein des équipes de jeunes jusqu'à jouer en National 2 avec la réserve du club. Le 3 mai 2018, à 19 ans, il signe son premier contrat professionnel avec le club héraultais. Il continue toutefois à jouer régulièrement avec la réserve lors des deux saisons suivantes, et n'apparaît pas avec l'équipe professionnelle. Au début de la saison 2019-2020, alors qu'il est pressenti pour évoluer avec l'équipe première du MHSC, il se blesse gravement au genou.

##### Prêt au FC Sète (2020-2021)
Le 26 juin 2020, il est prêté au FC Sète, tout juste promu en National. Polyvalent, il réalise une bonne saison comme latéral gauche titulaire et aide son équipe à terminer onzième du championnat.

#### FC Bastia (2021-2023)
Le 11 juin 2021, en fin de contrat à Montpellier, il s'engage librement pour trois saisons au SC Bastia, promu en Ligue 2.
Après deux saisons passés sous les couleurs du club corse, le défenseur quitte le SC Bastia.

#### Amiens SC (depuis 2023)
Transféré pour près d'1 million d'euros, le jeune défenseur s'engage à l'Amiens SC pour 3 ans, en même temps que l'expérimenté Sébastien Corchia, lui en provenance du FC Nantes.

## Statistiques
| Saison                | Club                  | Championnat           | Championnat | Championnat | Championnat | Coupe(s) nationale(s) | Coupe(s) nationale(s) | Coupe(s) nationale(s) | Total | Total | Total |
| Saison                | Club                  | Division              | M.          | B.          | P.d.        | M.                    | B.                    | P.d.                  | M.    | B.    | P.d.  |
| 2020-2021             | FC Sète               | National              | 27          | 1           | 1           | 1                     | 0                     | 0                     | 28    | 1     | 1     |
| 2021-2022             | SC Bastia             | Ligue 2               | 30          | 1           | 2           | 2                     | 0                     | 0                     | 32    | 1     | 2     |
| 2022-2023             | SC Bastia             | Ligue 2               | 17          | 0           | 3           | 3                     | 0                     | 0                     | 20    | 0     | 3     |
| Sous-total            | Sous-total            | Sous-total            | 47          | 1           | 5           | 5                     | 0                     | 0                     | 52    | 1     | 5     |
| Total sur la carrière | Total sur la carrière | Total sur la carrière | 74          | 2           | 6           | 6                     | 0                     | 0                     | 80    | 2     | 6     |

## Palmarès

### En club
- Montpellier HSC U19
  - Vainqueur de la Coupe Gambardella en 2017
- Montpellier HSC rés.
  - Champion de France de National 3 en 2019